# Мила Искренова
Мила Йорданова Искренова е български хореограф.

## Биография
Родена е на 6 февруари 1960 в София. През 1979 г. завършва Държавното хореографски училище в София, а през 1981 г. завършва Института за музикални и хореографски кадри със специалност „Балетна педагогика“.  По-късно специализира в Лятната балетна академия в Кьолн, в Палука шуле, Дрезден, и балетна режисура в Лабан данс център в Лондон. 
В периода 1981–1983 г. работи като хоноруван преподавател по класически балет в Държавното хореогравско училище, а после в ДМА „Панчо Владигеров“, ВИТИЗ „Кръстьо Сарафов“, балетмайстор е в БНТ. От 1989 г. е назначена като хореограф в Българска национална телевизия. През 1991 г. е преподавател по модерен танцов театър в Първо частно театрално училище „Любен Гройс“. От 1996 г. е преподавател по класически и съвременен танц в Академия Филармоника в Месина, Италия. През 1999 г. е номинирана като Почетен член на Управителното общество на Академия Филармоника. През 2001 е назначена като педагог и хореограф в Балет „Арабеск“.  Преподавала е танцова техника и импровизация в НБУ, Националното училище за танцово изкуство и в НАТФИЗ, както и в Гърция. Работила е с водещите български танцови трупи, сред които „Амарант данс студио“ и „Хетероподи данс“. Сред основателите е на танцово студио „Ек“.
Член на Обществения съвет към министъра на културата на Република България (от 2014).

## Творчество
Автор на балетни постановки и съвместни международни проекти предимно в областта на модерния танцов театър. 

### Работа в театъра
Работи по хореографските решения за драматични постановки: „Любовни булеварди“ – Стефан Цанев (реж. В. Панкин), „Мъжът си е мъж“ – Бертолт Брехт (реж. Крикор Азарян), „Йонадав“ – П. Шафър (реж. Здравко Митков), „Ритъм“ – авторски спектакъл на Андрей Баташов, „Синята стая“ – Д. Хеър (реж. Снежина Танковска), „Фигури при влюбен полет“ – И. Жюд – съвместно с Т. Соколова (реж. В. Петков) и др. 

### Работа в телевизията
Автор е на хореографски телевизионни постановки, между които :
- „Олтари“ – 1988, музика Асен Аврамов
- „Подарено завинаги време“ – 1988 муз. Георги Арнаудов
- „Стената“ – 1989, муз. Паул Хиндемит, продуцирано от БНТ
- „Марионетки“ – 1990, муз. Цветан Добрев, продуцирано от БНТ
- „Фиеста“ – 1990, муз. Андреас Фоленвайдер, продуцирано от „Ателие 313“
- „Обречени песни“ – 1991, муз. Теодоси Спасов, БНТ.
- „Три гимнопедии“ – 1991, муз. Ерик Сати, Балет „Арабеск“
- „Куриоз“ – 1991, муз. Георги Арнаудов, БНТ
- „В търсене на мъжа“ – 1992, музикален колаж М. Искренова, БНТ
- „Див и нежен“ – 1993, муз. Теодосий Спасов и Антонио Вивалди, БНТ
- „Спасеният Моцарт“ – 1994, муз. В.А. Моцарт, Амарант данс студио, НДК.
- „Сакраменто“ – 1995, част от проекта ПРИВЛИЧАНЕ, съвместна продукция на Амарант данс студио, Рикошет данс къмпани /Великобритания/ и НДК
- „Пресичане на пространството“ -1996, муз. Аврамов / Арнаудов,– Балет „Арабеск“
- „Орисани“ – 1996, муз. Г. Арнаудов, продуцирано от БНТ и Балет „Арабеск“, награда „Кристална лира“ за хореография.
- „Хладна пепел“ – 1997, Балет „Арабеск“ и БНТ
- „Най-високата точка на моята вътрешност“ – 1999, БНТ [4]
- „Ритъм“ – 2000, муз. Иван Лечев, НАТФИЗ
- „Африканска зима“ – 2000, Държавен театър, Русе
- „Преддверие“ – 2001, муз. Г. Арнаудов, Балет „Арабеск“
- „Линч 1“ – 2001, муз. Геров/ Тосков, Балет „Арабеск“
- „Линч 2“ – 2002, муз. М. Големинов и американски хитове, Балет „Арабеск“.
- „Отраженията на стената“ – Драматичен театър Велико Търново.
- „Нощта преди горите“ – 2003, муз. Ст. Вълдобрев, реж. В. Петков, продуцирано от Национален театрален център Нормандия и театър „София“
- „Някога на изток“ – 2003, музикален колаж М.Искренова, Балет „Арабеск“
- „Коралови устни“ – 2003, муз.Cy Scobie, БНТ. Първа награда на фестивала „Златната антена“ '04
- „Лечителят на скръбта“ – 2004, муз. Геров/Тосков, продуцирано от НЦТ към МК
- „Бягство – любов в 5 стила“ – 2004, муз. Рикард Боргард, продуцирано от Балет Арабеск.
- „Фигури при влюбен полет“ – 2005, Театър „Сфумато“, София
- „Домът на Бернарда Алба“ – Народен театър „Иван Вазов“; реж. В. Вихърова, муз. А. Аврамов

## Признание и награди
Награждавана е с многобройни национални и международни награди, включително с наградата „Кристална лира“ (1997) за изключителни постижения като хореограф. 

## Публикации
Публикува статии и рецензии в сп. „Алтера“, в. „Култура“, „Капитал Лайт“ и др.  Издава първата си книга „Радостта на тялото“ през 2012 г.  Следват биографичната книга „Вкусът на Твоето тяло“ (2014) и пиесата „Меломимик“ (2014). 